# Chlosyne inghami
Chlosyne inghami är en fjärilsart som beskrevs av Gunder 1928. Chlosyne inghami ingår i släktet Chlosyne och familjen praktfjärilar. Inga underarter finns listade i Catalogue of Life.